# Manahunca cuevajibarae
Manahunca cuevajibarae is een hooiwagen uit de familie Biantidae.